# Uday Krishna Prabhu
Uday Krishna Prabhu (* 12. Oktober 1954) ist ein ehemaliger indischer Sprinter, der sich auf den 400-Meter-Lauf spezialisiert hatte.
Beim Leichtathletik-Weltcup 1977 in Düsseldorf wurde er Sechster im Einzelbewerb und mit der asiatischen Mannschaft Siebter in der 4-mal-400-Meter-Staffel.
1978 gewann er bei den Asienspielen in Bangkok Silber über 400 m, und 1979 wurde er beim Leichtathletik-Weltcup in Montreal Achter mit der asiatischen 4-mal-400-Meter-Stafette.
Am 8. Mai 1977 stellte er in Chandigarh mit 46,6 s einen nationalen Rekord auf, der bis 1998 Bestand hatte.